# Stylidium caricifolium
Stylidium caricifolium är en tvåhjärtbladig växtart som beskrevs av Lindley. Stylidium caricifolium ingår i släktet Stylidium och familjen Stylidiaceae. Inga underarter finns listade i Catalogue of Life.